# Stefan Stannarius
Stefan Stannarius (* 20. Oktober 1961 in Gräfenthal) ist ein ehemaliger deutscher Skispringer.

## Werdegang
Am 21. Februar 1982 gewann Stannarius das Europacup-Springen in Travnik. Am 20. März 1982 gab er in Štrbské Pleso sein Debüt im Skisprung-Weltcup und erreichte bereits in seinem ersten Springen mit Platz 14 zwei Weltcup-Punkte. Da dies sein einziges Springen in der Saison 1981/82 war, beendete er die Saison auf Grund seiner zwei Punkte auf dem 63. Platz in der Gesamtwertung.
Zur Saison 1982/83 stand er fest im Weltcup-Kader. Beim Springen in Garmisch-Partenkirchen konnte er nach einem 42. in Oberstdorf erstmals in der Saison mit einem 11. Platz in die Punkteränge springen. In Innsbruck und Bischofshofen blieb er jedoch erfolg- und punktlos. Beim ersten Springen nach der Vierschanzentournee 1982/83 am 8. Januar 1983 in Harrachov erreichte er mit Platz vier erstmals ein Ergebnis unter den besten Zehn. Zwei Wochen später sprang er mit einem 3. Platz in Engelberg erstmals und auch letztmals im Weltcup aufs Podium.
Bei den Olympischen Winterspielen 1984 in Sarajevo verpasste Stannarius mit Platz vier auf der Normalschanze nur knapp die Medaillenränge. Auf der Großschanze wurde er Neunter.
In seinem ersten Weltcup nach den Olympischen Spielen erreichte er im finnischen Lahti den 4. Platz. Es war sein letzter Weltcup. Ein Jahr später trat er noch einmal bei der Nordischen Skiweltmeisterschaft in Seefeld in Tirol an und beendete das Springen auf der Normalschanze auf dem 12. Platz. Nach der Weltmeisterschaft beendete er seine aktive Skisprungkarriere im Alter von nur 23 Jahren.